# Critérium du Dauphiné libéré 1978
La 30e édition du Critérium du Dauphiné libéré a eu lieu du 29 mai au 5 juin 1978. Elle a été remportée par le Belge Michel Pollentier. Il devance au classement général Mariano Martinez et Francisco Galdos.	

## Classement général final
| Rang | Vainqueur         | Équipe | Pays     | Temps           |
| ---- | ----------------- | ------ | -------- | --------------- |
| 1er  | Michel Pollentier |        | Belgique | 36 h 23 min 3 s |
| 2e   | Mariano Martinez  |        | France   | 3 min 3 s       |
| 3e   | Francisco Galdos  |        | Espagne  | 4 min 40 s      |
| 4e   | Joop Zoetemelk    |        | Pays-Bas | 5 min 53 s      |
| 5e   | Sven-Ake Nilsson  |        | Suède    | 6 min 33 s      |
| 6e   | Christian Seznec  |        | France   | 8 min 17 s      |
| 7e   | José Nazabal      |        | Espagne  | 8 min 22 s      |
| 8e   | Robert Alban      |        | France   | 8 min 58 s      |
| 9e   | Hennie Kuiper     |        | Pays-Bas | 11 min 11 s     |
| 10e  | Ferdinand Julien  |        | France   | 11 min 55 s     |

## Étapes
| Étape      | Date   | Villes étapes                       | type                        | Distance (km) | Vainqueur d'étape        | Leader du classement général |
| ---------- | ------ | ----------------------------------- | --------------------------- | ------------- | ------------------------ | ---------------------------- |
| Prologue   | 29 mai | Thonon-les-Bains – Thonon-les-Bains | prologue                    | 8             | Hennie Kuiper            | Hennie Kuiper                |
| 1re étape  | 30 mai | Thonon-les-Bains – Mâcon            |                             | 246,8         | Maurice Le Guilloux      | Maurice Le Guilloux          |
| 2e a étape | 31 mai | Mâcon – Montceau-les-Mines          |                             | 103           | Andrés Oliva             | Maurice Le Guilloux          |
| 2e b étape | 31 mai | Montceau-les-Mines – Roanne         |                             | 111           | Jacques Esclassan        | Maurice Le Guilloux          |
| 3e étape   | 1 juin | Roanne – Villeurbanne               |                             | 212           | Jacques Martin           | Maurice Le Guilloux          |
| 4e étape   | 3 juin | Grenoble – Grenoble                 |                             | 172           | Christian Seznec         | Maurice Le Guilloux          |
| 5e a étape | 4 juin | Grenoble – Les Sept Laux            |                             | 116           | Michel Pollentier        | Michel Pollentier            |
| 5e b étape | 4 juin | Allevard – Allevard                 |                             | 175           | Jean-Pierre Danguillaume | Michel Pollentier            |
| 6e a étape | 5 juin | Gap – Carpentras                    |                             | 150           | Freddy Maertens          | Michel Pollentier            |
| 6e b étape | 5 juin | Carpentras – Carpentras             | contre-la-montre individuel | 29            | Michel Pollentier        | Michel Pollentier            |